# NGC 4559

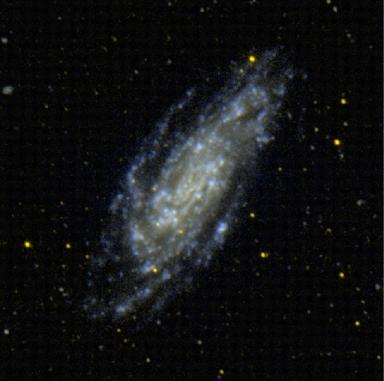
NGC 4559 (UV - GALEX)

NGC 4559  (nota anche come C 36) è una galassia a spirale nella costellazione della Chioma di Berenice.
Si individua con facilità 2 gradi ad est della stella γ Comae Berenices; è ben visibile anche con un potente binocolo, come un 11x80, nel quale tuttavia non presenterà dettagli e si mostrerà come una chiazza chiara. La vista diventa interessante con un telescopio da 200mm di apertura, nel quale si potrà distinguere il nucleo e due bracci di spirale, rivolti uno verso nord e l'altro a sud. Sembra non far parte di alcun gruppo di galassie vicine, trovandosi in posizione intermedia tra quello di NGC 4631, più prossimo a noi, e quello di NGC 4565, più remoto. Dista dalla Via Lattea circa 21 milioni di anni-luce.